# Sture Petersson (musiker)
Sture Petersson, född 1930, död 2016, var en svensk musikdirektör, frälsningssoldat, tonsättare och nationell musiksekreterare vid Frälsningsarméns musikdepartement i Sverige.

## Sånger
- "Följ mig!" Hör jag Kristus kalla

## CD
- Människans dag (Vid sin pensionering, 1995, hedrades Sture med denna CD där en del av hans verk finns representerade. Utgiven på Festival, FACD003)
  1. Med flygande fanor och klingande spel
  2. Tre bibelord - Körsvit
  3. Rapsodiska variationer över ett 1500-talstema
  4. Det är någon som högt över rymderna rår
  5. Jamboree marsch (Scoutmarsch J61), Skrevs till Sövdeborgslägret 1961
  6. Soldater äro vi
  7. Utdrag ur Konsert för kornett och piano
  8. "Följ mig!" hör jag Kristus kalla (Korsfararsången)
  9. Med sång och spel (Medley över Sture Petersson-sånger) Sammanställt av Ray Steadman-Allen
  10. Sunnanvind, strålande solljus
  11. Sorgmarsch à la marcia Funebre "Till minne av far" (Skrevs till minne av Allan Petersson, 1973)
  12. Människans dag
  13. Evigt liv